# 横浜市立美しが丘東小学校
横浜市立美しが丘東小学校（よこはましりつうつくしがおかひがししょうがっこう）は、神奈川県横浜市青葉区美しが丘二丁目にある公立小学校。

## 概要
青葉区北部、東急多摩田園都市の美しが丘にある小学校である。通称は「美東小（びとうしょう）」。1978年美しが丘小学校から分離し開校。施設・校地面積は12,000㎡。校舎は鉄筋4階建、プレハブ校舎2階建、体育館、給食室で構成される。美しが丘公園に面した外壁には、童話をモチーフにした114枚の陶板画が埋め込まれ、外観上の特徴をなしている。私立中学への進学熱は高く、約半数が受験する。2・5年2クラス、1・3・4・6年3クラス、4・5・6組（個別支援級）3クラスの計19クラス。児童数486名（クラス数は令和六年度、児童数は平成31年度）

## 沿革
- 1978年（昭和53年）
  - 4月1日 - 開校
  - 4月3日 - 開校式と祝賀会（美しが丘中学校校舎にて）
  - 4月5日 - 第1回入学式・始業式
  - 4月28日 - PTA創立総会
  - 5月2日 - 創立記念式（記念植樹と祝う会）
  - 5月4日 - 創立
  - 11月16日 - 開校記念航空写真撮影
  - 12月23日 - 新校舎落成記念式・校章制定記念祝賀会
- 1980年（昭和55年）
  - 5月24日 - 校庭・プール落成を祝う会
  - 6月1日 - 壁画完成
- 1982年（昭和57年）
  - 1月20日 - 校旗完成
  - 2月9日 - 校歌完成
  - 5月2日 - 創立5周年記念式（校旗と校歌発表式）
  - 9月9日 - 造形砂場完成
- 1987年（昭和63年）2月6日 創立10周年記念式
- 1990年（平成2年）9月27日 校庭整備完了
- 1997年（平成9年）11月1日 創立20周年記念式典・祝賀会
- 1998年（平成10年）
  - 7月1日 - 横浜市給食優良校表彰
  - 10月1日 - 横浜市優良PTA表彰
  - 12月1日 - 防災備蓄庫設置
- 2000年（平成12年） 3月 給食室ドライシステム改修工事
- 2002年（平成14年） 5月 プール塗装工事
- 2003年（平成15年） 2月 トイレ改修工事完成
- 2004年（平成16年） 2月 プール外壁の塗装・フェンスの改修
- 2005年（平成17年） 8月31日 耐震工事完成
- 2006年（平成18年） 3月 プレハブ校舎完成
- 2007年（平成19年） 11月17日 創立30周年記念式典・祝賀会
- 2008年（平成20年） 小中一貫教育実践推進校　児童指導強化モデル校
  - 6月 - 昇降口改装
- 2009年（平成21年）3月 エレベーター・車いす用トイレ完成
- 2010年（平成22年）7～9月 校舎外壁塗装工事
- 2012年（平成24年）5～1月 教室エアコン設置工事
- 2014年（平成26年）プール甲羅干し塗装工事 体育倉庫補修工事
- 2015年（平成27年）12月 正門・フェンスの改修 体育館トイレの改修
- 2017年（平成29年）創立40周年
- 2020年（令和2年）3月3日～5月31日 新型コロナウイルス感染症の影響に伴う臨時休業

## 教育目標
『豊かな心　大きな夢　つなげ広げる　美東の子』

## 学校行事
| - 4月 1学期始業式 入学式 - 5月 運動会 - 6月 | - 7月 夏休み - 8月 2学期始業式 - 9月 6年修学旅行（日光） 4年体験学習（上郷） | - 10月 5年体験学習（西湖） - 11月 - 12月 冬休み | - 1月 3学期始業式 - 2月 - 3月 卒業証書授与式 |

※平成30年度の年間行事

## 児童会活動・クラブ活動など
- サッカー・ソフトボールクラブ
- バスケットボールクラブ
- 卓球クラブ
- バドミントンクラブ
- 家庭科クラブ
- 科学クラブ
- アートクラブ

## 通学区域
- 横浜市青葉区
  - 美しが丘一丁目1番地～9番地
  - 美しが丘二丁目1番地～22番地、24番地～27番地[3]

## 進学先中学校
- 横浜市立美しが丘中学校
- 横浜市立山内中学校

## 学区 / 校区内の主な施設
- 東急百貨店たまプラーザ店
- 美しが丘公園

## 交通
- 東急田園都市線たまプラーザ駅徒歩8分